# Hycleus mediozigzagus
Hycleus mediozigzagus is een keversoort uit de familie van oliekevers (Meloidae). De wetenschappelijke naam van de soort is voor het eerst geldig gepubliceerd in 1924 door Pic.